# Konfluencja (biologia)
Konfluencja – miara liczby komórek w kulturach komórkowych. Wyrażona jest jako procent powierzchni naczynia hodowlanego zajętego przez komórki. Przykładowo stuprocentowa konfluencja oznacza, że komórki zajęły całą dostępną im przestrzeń i nie mają już miejsca na dalszy wzrost.
- Przykładowa konfluencja komórek linii Snu449

"Przykładowa
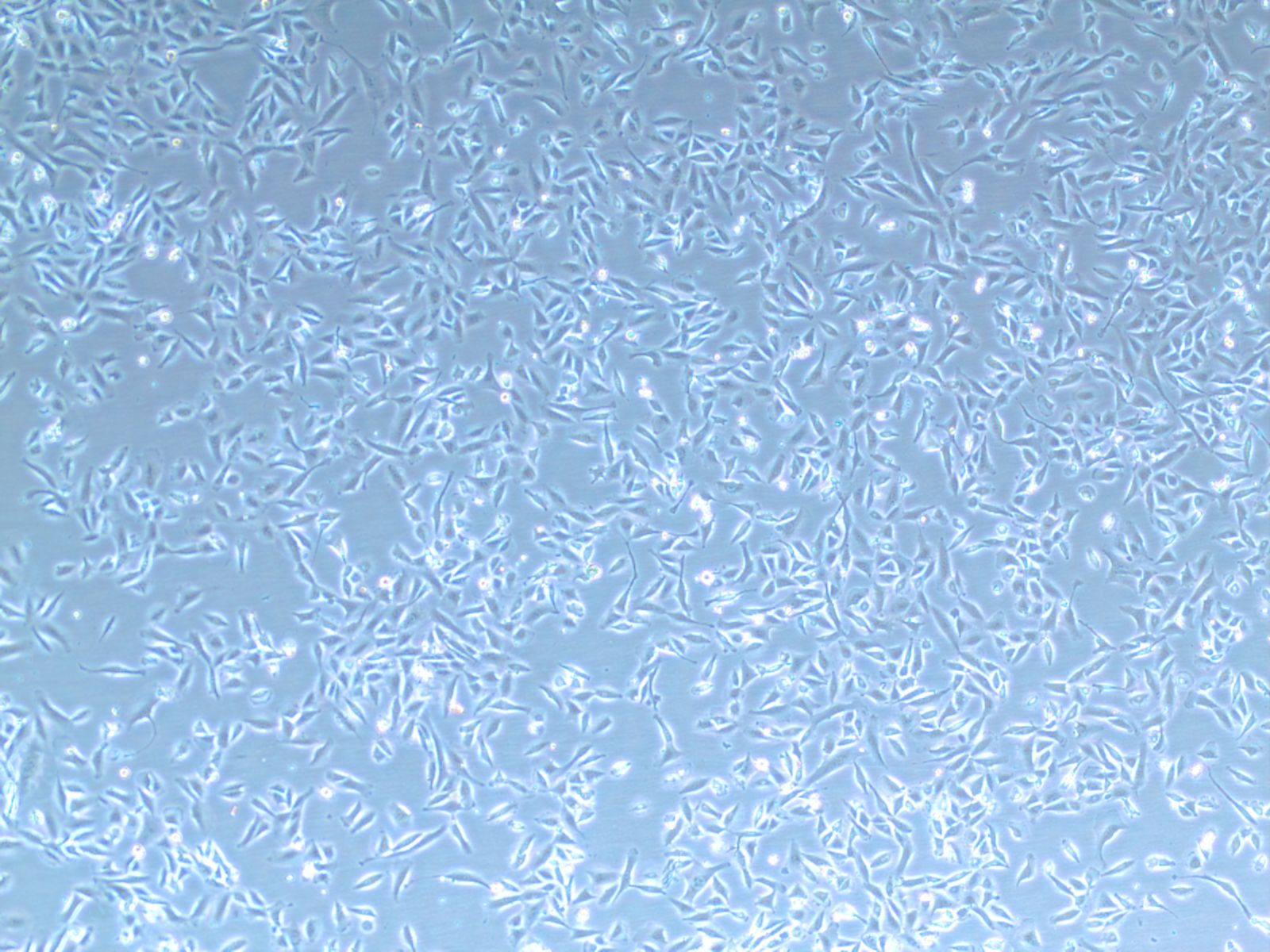
50–60% konfluencji
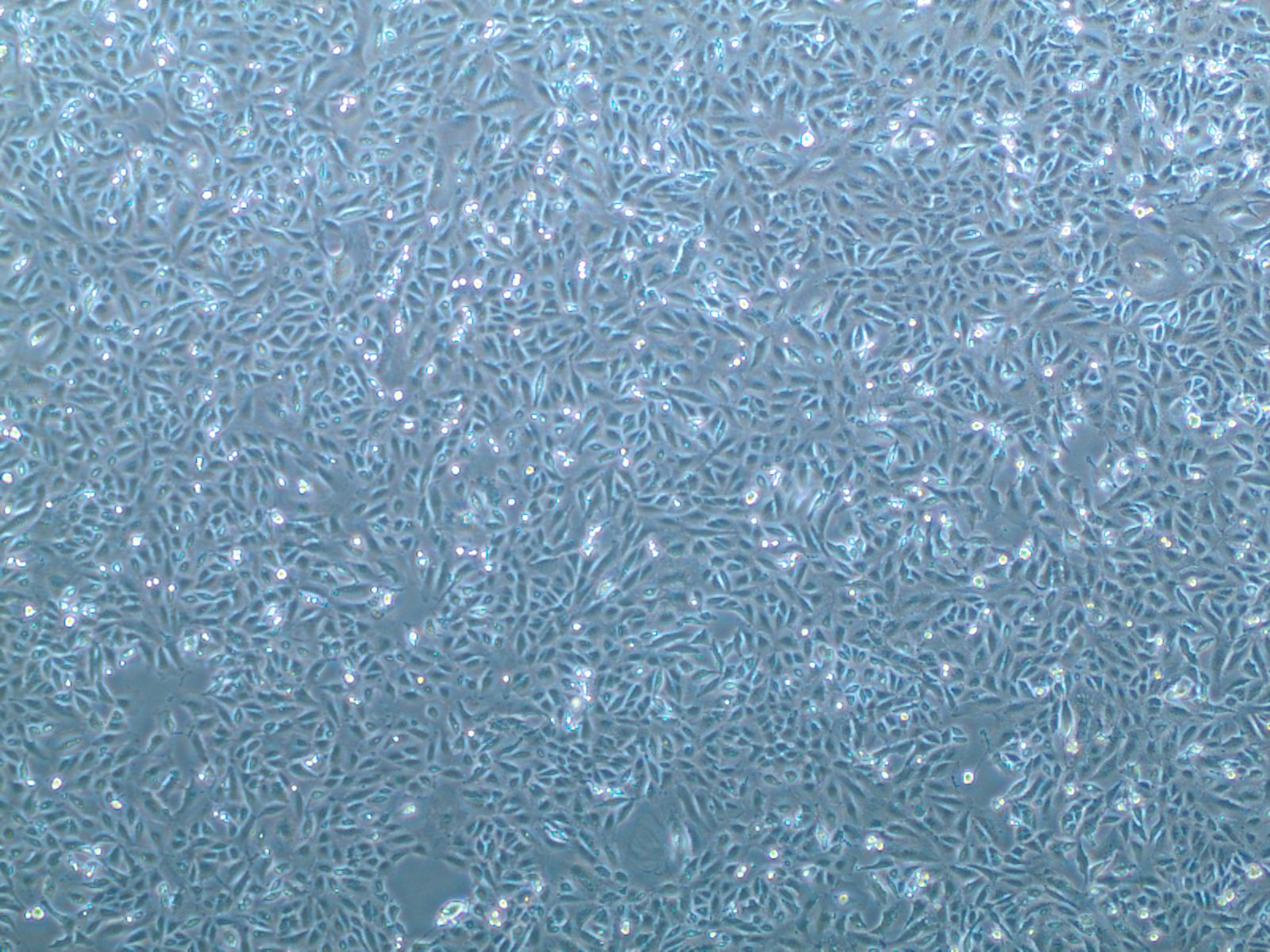
100% konfluencji